# Bovehaus
Koordinaten: 53° 34′ 20,7″ N, 10° 4′ 46″ O

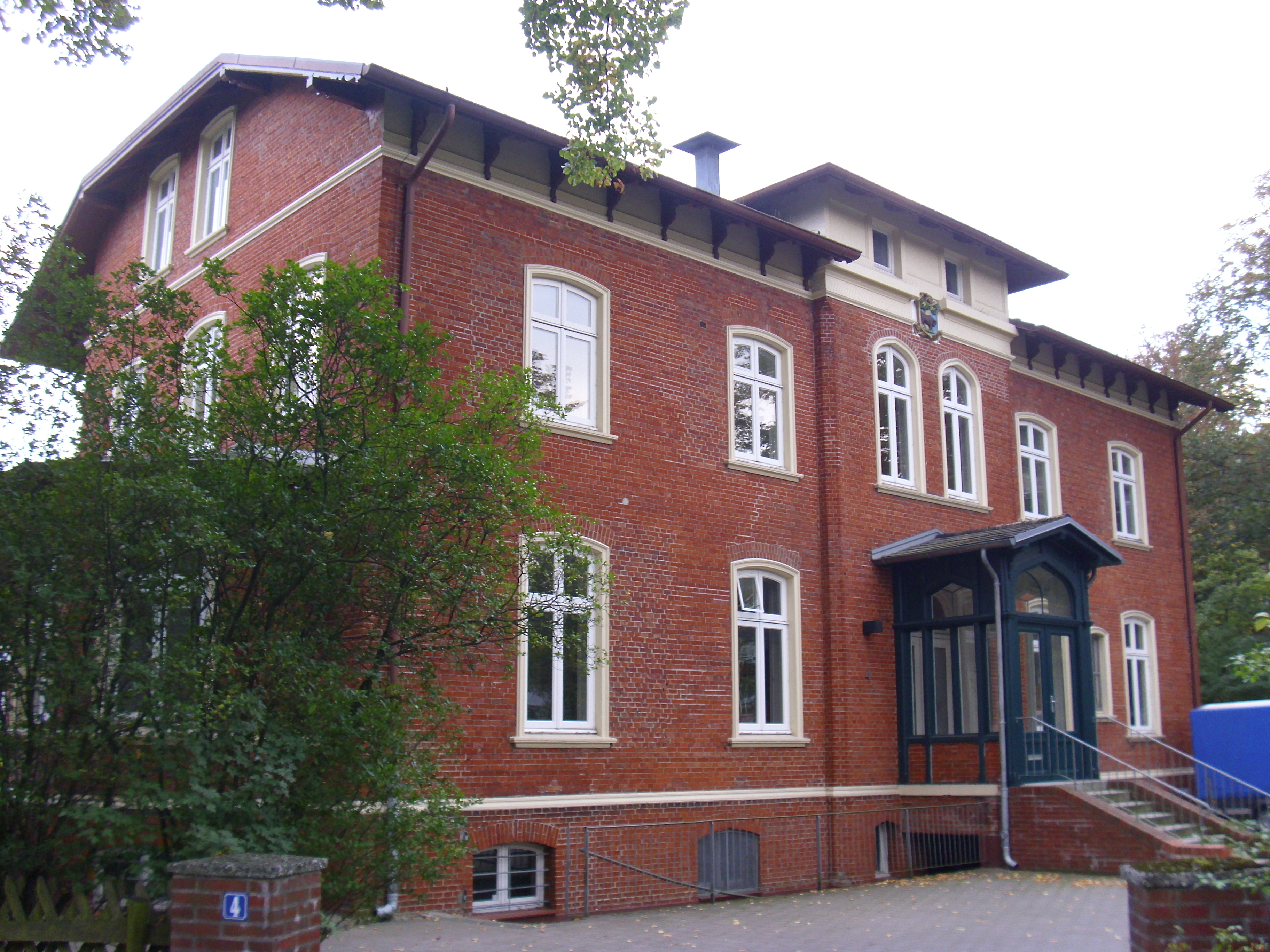
Bovehaus in Hamburg-Wandsbek, Vorderansicht

Das Bovehaus ist eine unter Denkmalschutz stehende ehemalige Kaufmannsvilla im Hamburger Stadtteil Wandsbek. Der heute zweigeschossige Bau wurde 1861 nach Plänen des Architekten Georg Luis im Landhausstil erbaut und diente später unter anderem als Bürgermeisterwohnung, Heimatmuseum und Kindergarten. Seit der Modernisierung 1999 wird es heute als Bürogebäude genutzt.

## Geschichte

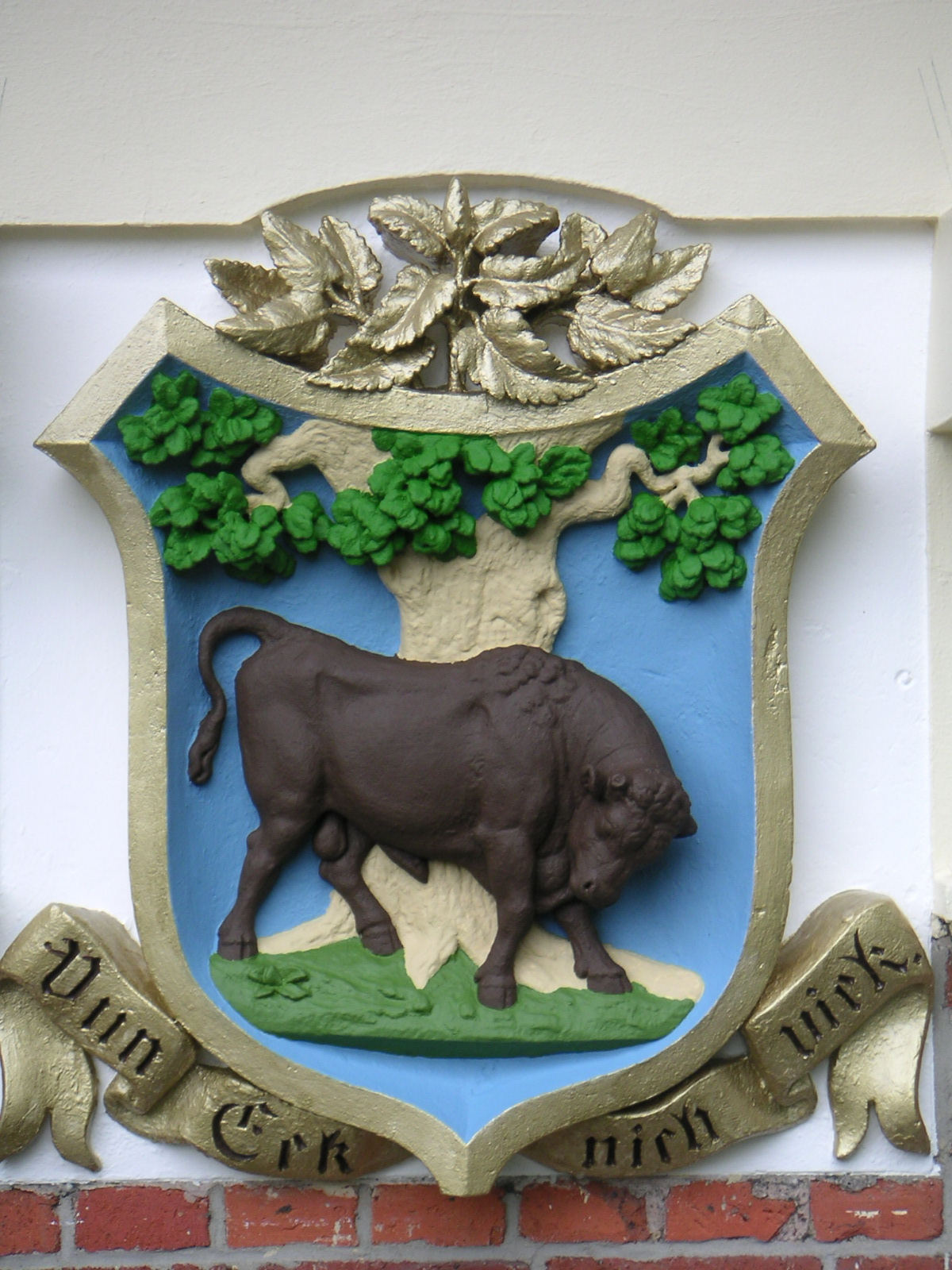
Wappen der Familie Bove über dem Eingang

Das Eckgrundstück an der heutigen Neumann-Reichardt-/Bovestraße befand sich seit 1794 im Besitz der Wandsbeker Kaufmannsfamilie Bove. Damals hatte Christian Bove I. (1742–1828, aus Langwedel bei Kiel) das etwa 8000 m2 große Gelände von dem Hamburger Oberalten Moritz Hartung erworben und ein erstes Sommerhaus errichtet.
1861 ließ Christian Bove II. (1812–1884), der zuvor in Argentinien durch Viehzucht und den Handel mit Tierprodukten zu Reichtum gekommen war, nach seiner Rückkehr hier ein repräsentatives Wohnhaus für seine Familie errichten. Nach seinem Tod übernahm sein Sohn Christian Bove III. (1852–1895, geboren in La Plata) das väterliche Erbe und ließ das ursprünglich eingeschossige Haus ausbauen. Als dieser 1895 bei einem Jagdunfall starb, geriet die Firma in wirtschaftliche Schwierigkeiten, so dass der Wandsbeker Besitz verkauft werden musste.
Anfang des 20. Jahrhunderts ging das Gebäude in städtischen Besitz über und diente zunächst als Dienstwohnung für die Wandsbeker Oberbürgermeister Erich Wasa Rodig (Amtszeit 1913–1931) und Friedrich Ziegler (1931–1938). Im Untergeschoss war zudem bis 1937 das Wandsbeker Heimatmuseum untergebracht. Danach wurde das Gebäude als Hitlerjugend-Heim genutzt; nach 1945 wurde hier ein Kindergarten eingerichtet.
Pläne, das Gebäude dem benachbarten Charlotte-Paulsen-Gymnasium zur Nutzung zu überlassen, konnten Anfang der 1990er Jahre nicht realisiert werden. Nachdem das Bovehaus mehrere Jahre ungenutzt leer stand, verkaufte die Stadt Hamburg das Grundstück mit dem Gebäude 1999 schließlich an einen privaten Investor. Anschließend wurde es vom Hamburger Architekten Bernd Lietzke denkmalgerecht modernisiert und zu Büroflächen umgebaut.

## Baugeschichtliche Bedeutung

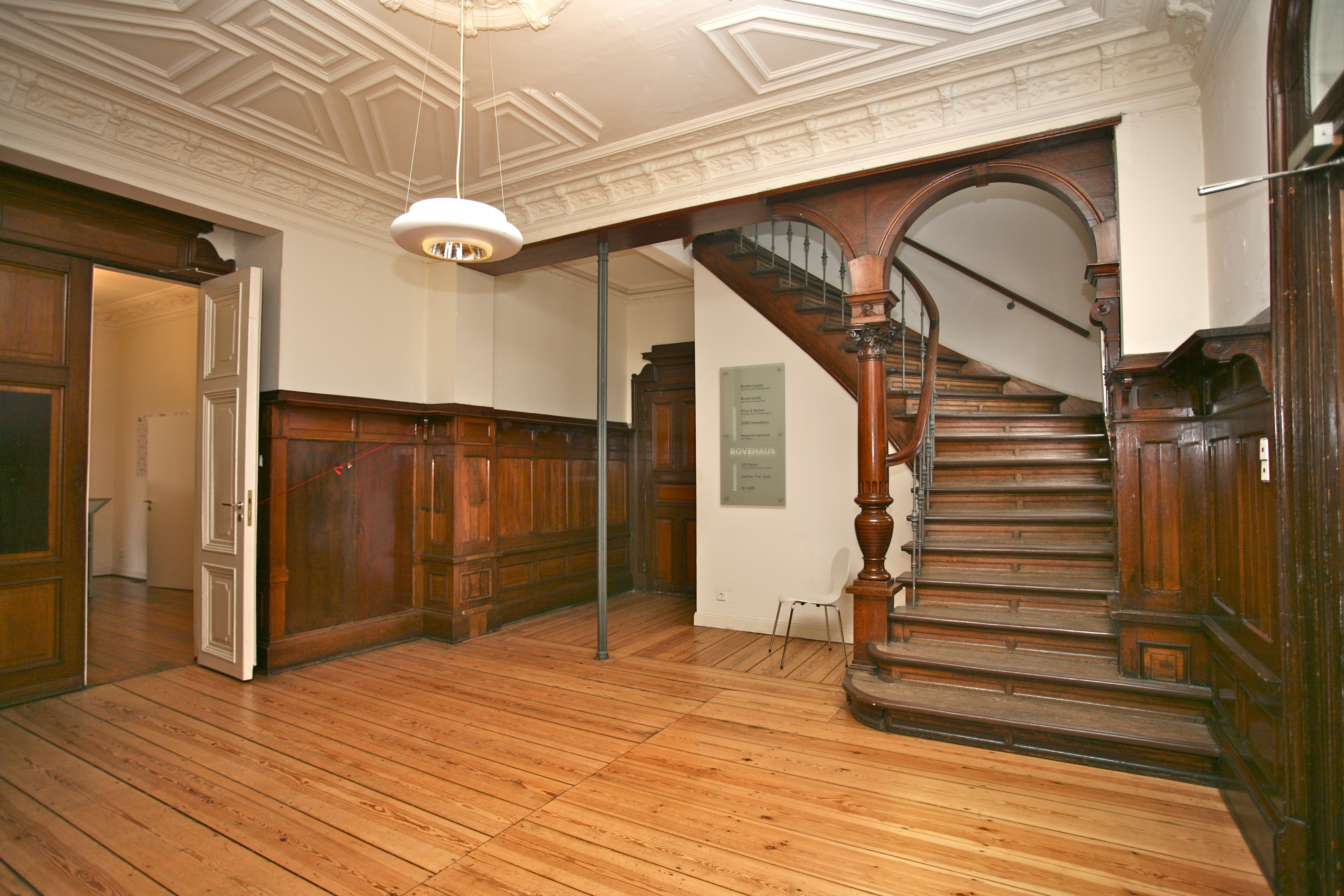
Treppenhaus mit Holztäfelung und Deckenstuck (1999)

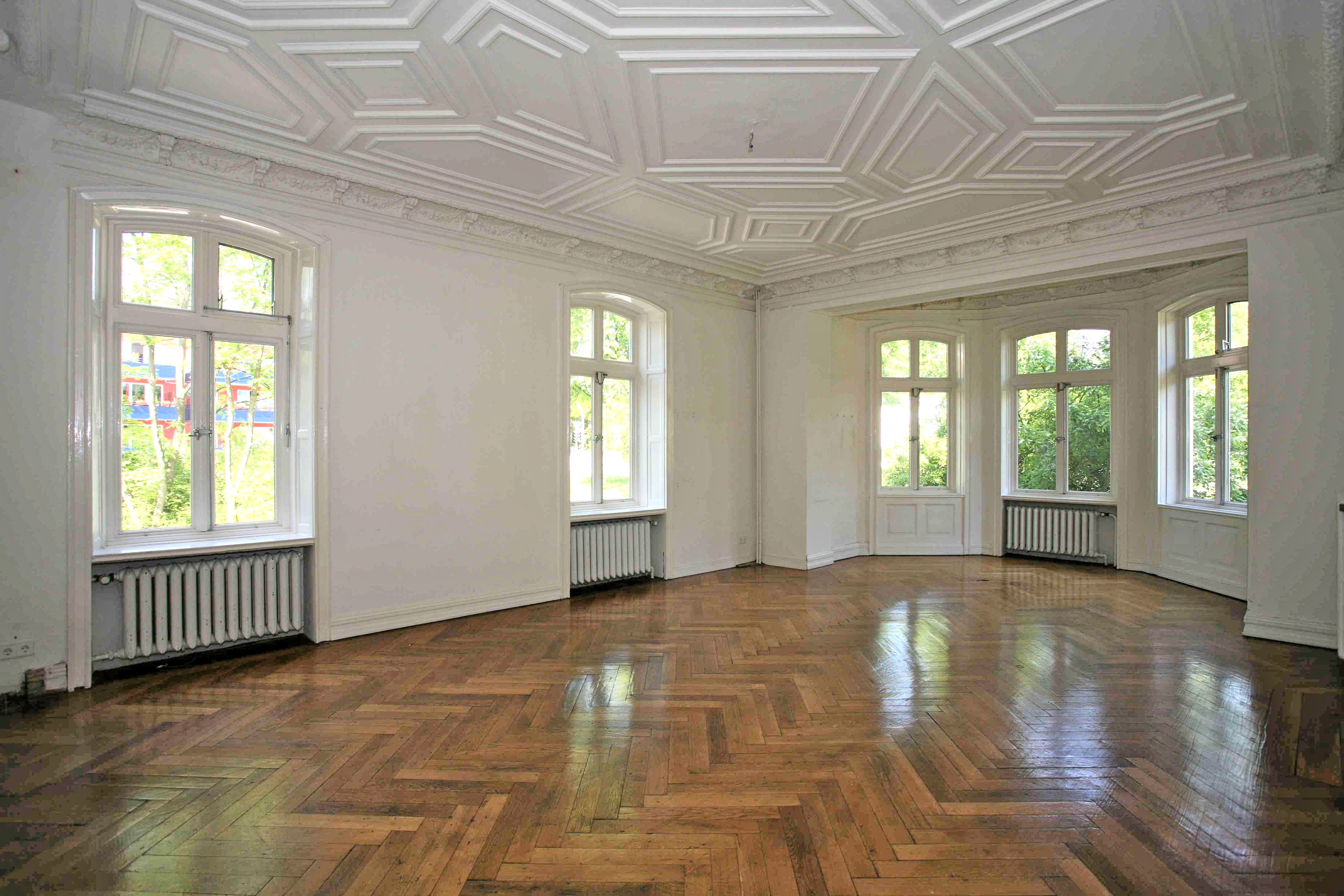
Innenansicht nach der Restaurierung (1999)

Äußerlich weist der nüchterne Bau nur wenige repräsentative Elemente auf (Säulen auf der Gartenseite, Erker, Familienwappen). Die ursprünglich reiche Innenausstattung (Stuckdecken, Holzvertäfelungen, Einbauten) ist infolge der langjährigen öffentlichen Nutzung und damit verbundener Umbauten nur zum Teil erhalten geblieben.
Eine architektonische Besonderheit ist die für den repräsentativen Wohnhausbau um 1860 eher untypische Verwendung von Backstein für die gesamte Fassade. 
Aufgrund seiner (bau-)historischen Bedeutung wurde das Bovehaus 1999 unter Denkmalschutz gestellt und außerdem als Station in den „Historischen Rundgang Wandsbek“ aufgenommen.